# Kopiering
Kopiering även replikering är konsten att duplicera något så att det så exakt som möjligt liknar originalet.

## Biologisk kopiering
Den biologiska processen replikation har till uppgift att vid en celldelning dubblera DNA-molekylen för att kunna skapa en kopia av den till varje dottercell. På så sätt skapas det nya celler med identisk genetisk information i kroppen.

## Rätten att kopiera
Rättigheter och skyldigheter vid kopiering av information, media och kultur definieras i upphovsrätten. Under 2000-talet började upphovsrättsägarnas intressen att ifrågasättas, vilket givit upphov till den så kallade upphovsrättsfrågan. 